# Carl Ludwig von Bardeleben
Carl Ludwig von Bardeleben (* 2. April 1722 in Ziesar; † 3. Februar 1787) war ein preußischer Landrat.

## Leben

### Familie
Carl Ludwig von Bardeleben entstammte dem Adelsgeschlecht Bardeleben und war der Sohn des Gutsbesitzers Levin Werner von Bardeleben (* 20. Juni 1689 in Struvenberg) aus Ziesar und dessen Ehefrau Maria Juliana (geb. von Britzke), die dieser am 20. Februar 1721 geheiratet hatte; er hatte noch zwei Brüder.
In erster Ehe heiratete er am 23. Februar 1764 Philippina Ehrengard Louisa (geb. von Wulfen); gemeinsam hatten sie eine Tochter. In zweiter Ehe war er mit Albertine (geb. von Treskow) († Februar 1809) verheiratet, mit der er vier Kinder hatte.

### Werdegang
Carl Ludwig von Bardeleben besuchte die Schule in Ziesar und erhielt, gemeinsam mit seinen Brüdern, Privatunterricht.
Er immatrikulierte sich zu einem Studium an der Universität Halle und ging nach zwei Jahren zu seinem Vater zurück, um diesen in der Bewirtschaftung des Guts zu unterstützen.
Nachdem er den Landrat von Schierstedt bei der Bearbeitung verschiedener Kreisangelegenheiten unterstützt hatte, vertrat er diesen während dessen Aufenthaltes in Westpreußen und arbeitete später für die kurmärkische Kriegs- und Domänenkammer als Separations-Kommissar, allerdings nur bis zur Unterstellung des Kreises (siehe Ziesarscher Kreis) unter die Kriegs- und Domänenkammer in Magdeburg.
Nach dem Tod seines Vaters übernahm der das Gut in eigener Regie.
Im November 1781 wurde er von den Ständen des Kreises Ziesar zum Nachfolger des zum Finanzrat beförderten Landrats Hans Ernst Dietrich von Werder, gewählt.
Im Beisein des Ministers Joachim Christian von Blumenthal absolvierte er am 1. Dezember 1781 erfolgreich das Große Examen, mit dem Ergebnis, dass er für das Landratsamt geeignet sei und wurde am 14. Dezember 1781 offiziell in das Amt bestellt. Er krankte im  Januar 1787 und erhielt deswegen den Kreisdeputierten Wilhelm Heinrich Ernst von Arnim auf Theeßen zur Unterstützung. Nachdem er dann einige Wochen später verstorben war, wurde Wilhelm Heinrich Ernst von Arnim sein Nachfolger.